# Jaffnahalvön
Jaffnahalvön är en halvö i Sri Lanka.   Den ligger i provinsen Nordprovinsen, i den norra delen av landet, 300 km norr om huvudstaden Colombo. 